# توشيوكي هوري
توشيوكي هوري (باليابانية: 堀江敏幸) (3 يناير 1964، تاجيمي غيفو في اليابان)؛ كاتب، أستاذ جامعي، مترجم وروائي ياباني.

## الجوائز
- جائزة أكوتاغاوا